# بينتا ديارا
بينتا ديارا (بالفرنسية: Binta Diarra) هي لاعبة كرة قدم مالية، ولدت في 15 ديسمبر 1994 في مالي.